# Flugunfall einer Antonow An-124 in der Ukraine 1992
Der Flugunfall einer Antonow An-124 in der Ukraine 1992 ereignete sich am 13. Oktober 1992. Der dritte Prototyp des Frachtflugzeugs vom Typ Antonow An-124-100 stürzte dabei auf einem Erprobungsflug von Antonow in der Nähe von Kodra, Ukraine ab, wobei acht der neun Insassen an Bord starben.

## Maschine und Insassen
Bei der Maschine handelte es sich um ein großes Transportflugzeug vom Typ Antonow An-124-100, das 1984 von Antonow gebaut wurde. Die Maschine trug die Werknummer 19530501003 und die Modellseriennummer 01-03. Es handelte sich um den dritten Prototyp der Baureihe. Der Erstflug der Maschine erfolgte im Dezember 1984. Die Maschine wurde zunächst mit dem Luftfahrzeugkennzeichen CCCP-680345 auf den Hersteller zugelassen, im Jahr 1986 wurde das Kennzeichen in CCCP-82002 umgeändert. Die Antonow war mit vier Triebwerken des Typs Lotarjow D-18T ausgestattet.
Es befand sich lediglich eine neunköpfige Besatzung an Bord. Flugkapitän war S. A. Gorbik.

## Unfallhergang
Mit der Maschine sollten an diesem Tag Zertifizierungsflüge mit Start und Ziel auf dem Flughafen Kiew-Hostomel durchgeführt werden. Zu den Flugtestmanövern gehörte auch ein Hochgeschwindigkeitssinkflug, bei dem die Steuerbarkeit der Maschine während eines solchen Manövers getestet werden sollte. Während der Sinkflug durchgeführt und die Maschine bei voll nach rechts ausgeschlagenem Seitenruder von 530 km/h auf 650 km/h beschleunigt wurde, war im Cockpit ein lautes Knallgeräusch zu vernehmen und es kam zu Vibrationen sowie einem plötzlichen Abfall der Fluggeschwindigkeit. In einer Höhe von 5.800 Fuß und bei einer Geschwindigkeit von 614 km/h versagte plötzlich das Radom, woraufhin auch die vordere Frachttür abriss. Trümmer der Flugzeugnasenstruktur beschädigten das Triebwerk Nr. 3 (rechts innen), das daraufhin ebenso ausfiel, wie der Hydraulikkreislauf Nr. 3. In der Folge fielen verschiedene Flugzeugsysteme aus, darunter das Flugsteuerungssystem. Die Anstellwinkelanzeige schwankte zwischen 12°-25°, die Geschwindigkeitsanzeige ging auf 0 km/h zurück, die Höhenanzeige stieg plötzlich um 1.200 m. Im Cockpit waren verschiedene akustische und visuelle Alarme aktiv, was eine große psycho-emotionale Belastung für die Besatzung verursachte und ihre Fähigkeit beeinträchtigte, der aktuellen Situation ruhig entgegenzuwirken. Während die Besatzung versuchte, angemessen auf den Zwischenfall zu reagieren, fehlten ihnen durch die defekten Systeme Angaben zu Fluggeschwindigkeit, Höhe und Anstellwinkel. Als sie den Schub erhöhten, versagte schließlich auch noch Triebwerk Nr. 4 (rechts außen), welches ebenfalls Teile der abgerissenen Flugzeugnase eingesaugt hatte. Die Piloten erhöhten daraufhin den Schub von Triebwerk Nr. 1 auf 58 Prozent, was plötzlich zu einer deutlichen Rollbewegung führte. Die Maschine vibrierte und war schwer zu kontrollieren. Der Kapitän wies die Flugtechniker an, mit ihren Fallschirmen abzuspringen. Einer von ihnen, der sich im hinteren Teil der Maschine befand, sprang mit seinem Fallschirm durch die Notausstiegluke ab und wurde bei seiner Landung im Wald schwer verletzt. Eine Antonow An-22 hob ab und flog parallel zur An-124, um den Besatzungsmitgliedern zu helfen, ihre Fluggeschwindigkeit zu bestimmen. Da die so ermittelte Fluggeschwindigkeit von ca. 450 km/h weit über der Landegeschwindigkeit lag, ließ der Flugkapitän die Auftriebshilfen ausfahren. Aufgrund eines asymmetrischen Ausfahrens der Auftriebshilfen nahm die Sinkrate zu. Die Antonow kollidierte zunächst mit 35 bis 40 Meter hohen Bäumen und stürzte schließlich in ein Waldstück 1,5 Kilometer südlich von Kodra und 43 Kilometer westlich des Flughafens Hostomel, wobei die verbliebenen acht Insassen starben.

## Ursache
Es wurde für möglich gehalten, dass das Radom versagte, nachdem die Maschine mit einem Schwarm Vögel kollidiert war. Unbestätigten Berichten zufolge habe der Vogel, mit dem die Antonow kollidiert sei, ein Gewicht von etwa 1,8 Kilogramm gehabt.